# 何冠寰
何冠寰（1985年8月14日—），網名何Wayne，香港YouTuber、足球評述員和電影導演，曾憑電影《生前必做七件事》獲得2014年美國丹佛獨立電影節最佳恐怖片獎，現在YouTube開設頻道評述足球。被認為是何輝與林尚義的完美接班人。

## 生平

### 電影生涯
何冠寰在1985年8月14日出生於香港，為家中獨子。他在中學時開始撰寫劇本，亦曾是學校足球隊隊員，其後入讀香港浸會大學電影電視學系。畢業後，他獲寰宇娛樂聘任為製作助理，其後導演彭順將其調任至導演組，並曾參與電影《愛鬥大》和《愛出貓》的劇本編撰工作，以及參與《B+偵探》的拍攝工作。何冠寰其後因在《愛出貓》講述一名補習老師為求得到公開考試試題而向香港考試及評核局高層出賣肉體的劇情而被補習老師高式卡控告誹謗。雖然最終庭外和解，但何冠寰在事後仍須自行賠償，並在此事後辭職。
何冠寰離開寰宇娛樂後，他自資以十萬港元預算，在16天內拍攝了電影《生前必做七件事》。為了宣傳電影，他在YouTube上傳了女主角許芯悅求救的影片，引發網民擔心許芯悅的安危而報警。後來何冠寰揭露影片只是電影預告片之後，有受騙的網民表示會杯葛電影，而他亦因涉嫌浪費警力被捕，最終未獲起訴。《生前必做七件事》一片其後獲得2014年美國丹佛獨立電影節最佳恐怖片獎，其預告片亦獲2014年美國獨立電影聚會國際電影節榮譽優異獎。何冠寰在拍罷《生前必做七件事》之後離開了電影界。

### 足球評述員生涯
何冠寰在2012年開始在YouTube開設頻道評述足球，並以其獨特聲線、自創詞彙和評述風格而為人所知。他曾預測巴西和西班牙不能取得2014年世界盃，亦曾成功預測2017年至2018年英格蘭超級足球聯賽排行榜的頭六名次序，因而有網民稱呼其為「何Sir」。
何冠寰表示，他最初在YouTube作足球評述時，因為有觀眾喜歡其影片，而建議他全職當YouTuber，於是他便每天上載一段足球評述影片，並表示他每個月會收看50場足球比賽。他亦表示其足球理論啟發自足球評述員何輝，而自創詞彙則源自其修讀電影時對創意的堅持。何冠寰表示在YouTube的收入足夠讓他糊口，但其收入仍然不穩定。除YouTube取得的收入外，他亦有舉辦網聚賺取收入。
2018年6月開始，他與何輝共同主持《蘋果日報》Facebook直播節目《如何講世盃》，其後在同年8月開始共同主持《蘋果日報》Facebook直播節目《如何講英超》。

## 外部連結
- YouTube上的何Wayne足球評論頻道
- 何Wayne球迷機迷俱樂部的Facebook專頁